# Thomas Waitz

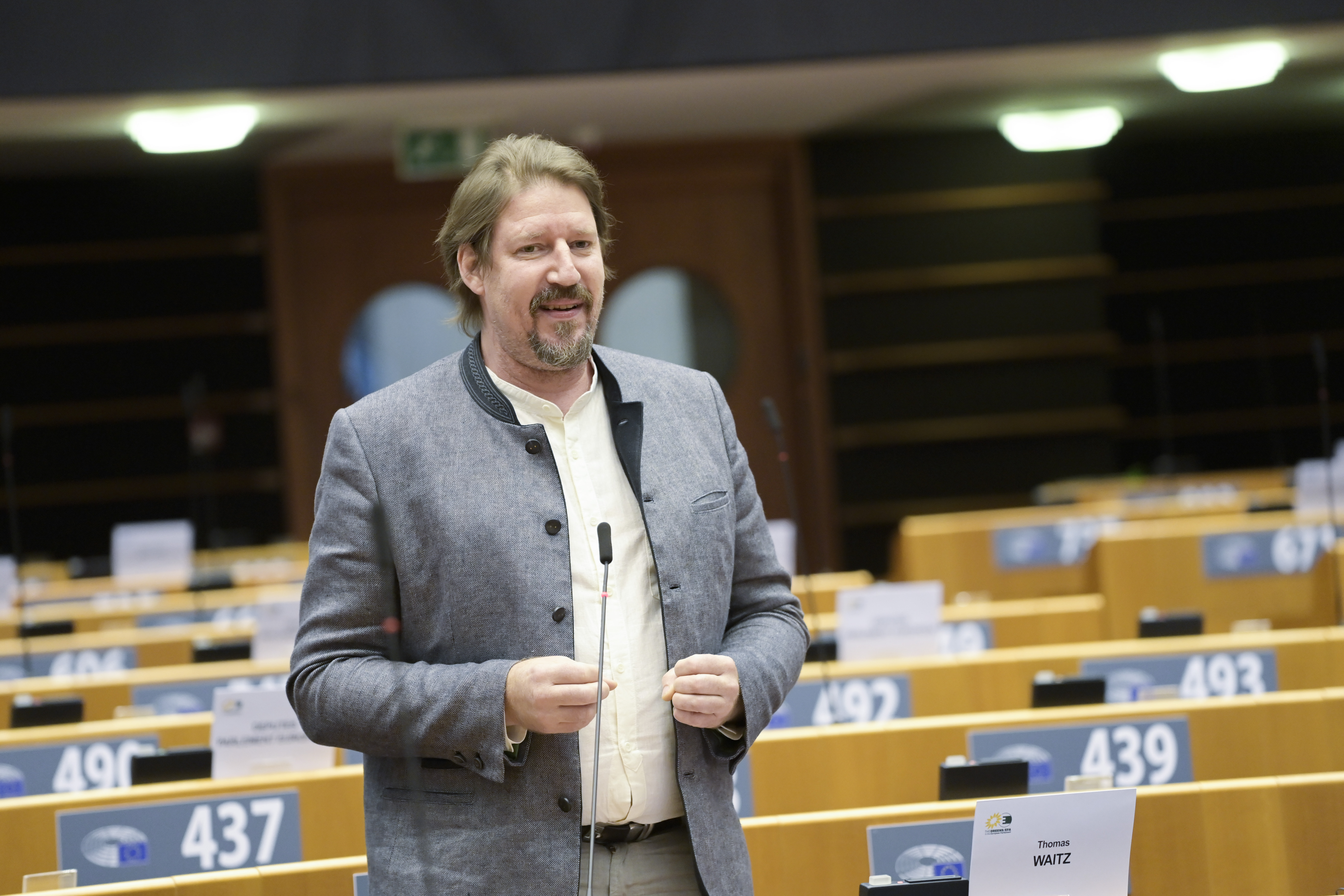
Thomas Waitz (2020)

Thomas Alexander Waitz (geboren am 16. Mai 1973 in Wien) ist ein österreichischer Biobauer, Forstwirt und Politiker der Grünen. Er war von 2017 bis 2019 und ist erneut seit Jänner 2020 Mitglied im Europäischen Parlament.
Seit der Europawahl 2024 ist er dort Delegationsleiter der österreichischen Grünen. Außerdem war er von 2019 bis 2024 Kovorsitzender der Europäischen Grünen.

## Leben
Waitz ist Sohn eines Eisenbahners. Seit 1994 ist er als Forst- und Landwirt in Leutschach an der Weinstraße tätig.
Waitz ist Vater von drei Kindern.

## Politisches Wirken
Bei der Partei Die Grünen war Waitz Kassier bei der Grünen Bildungswerkstatt Steiermark, Mitglied des Landesvorstands Steiermark, Mitglied des Erweiterten Bundesvorstands. Er engagiert sich in der grünen Organisation Grüne Bäuerinnen und Bauern (GBB), seit 2017 ist er außerdem Vereinsobmann der GBB Steiermark und der GBB Österreich. Bis 2016 war er außerdem als erster und bisher einziger Grüner Kammerrat in der Landeskammer für Land- und Forstwirtschaft in der Steiermark.
Im März 2017 wurde Waitz auf dem Global Greens und European Greens Congress 2017 in Liverpool in den Vorstand der Europäischen Grünen Partei gewählt, dem er bis 2024 angehörte. In dieser Funktion war er unter anderem für die Zusammenarbeit mit Grünen Parteien in Tschechien, Slowenien, Polen, Ungarn und Albanien verantwortlich und unterstützt und begleitete den Aufbau von möglichen Grünen Parteien in Kroatien, Mazedonien, Montenegro und Serbien.
Am 10. November 2017 übernahm Waitz das Mandat von Ulrike Lunacek im Europäischen Parlament. Dort war er unter anderem Mitglied des Ausschusses für Landwirtschaft und ländliche Entwicklung und verhandelte an den neuen Förderrichtlinien 2021–2027 für die Gemeinsame Agrarpolitik (GAP) der Europäischen Union mit.
Sein politischer Schwerpunkt liegt bei der Landwirtschaft und zugehörigen Themen wie Lebensmittelqualität, Lebensmittelsicherheit, Tierschutz und Bekämpfung des Klimawandels.
Aufmerksamkeit erregte Waitz, als er 2016 vor dem Landhaus in der Grazer Herrengasse von Borkenkäfern befallene Baumstämme ablegte und als er im Jänner 2018 zusammen mit der steirischen Polizei illegale Tiertransporter aufhielt.
Neben Umwelt und Agrarpolitik engagiert sich Waitz auch in der Friedenspolitik, insbesondere setzt er sich für ein europaweites Verbot von Nuklearwaffen ein. Aufmerksamkeit erhielt eine gemeinsame Protestaktion, bei der Waitz die Parlamentsabgeordneten Tilly Metz aus Luxemburg, Molly Scott Cato aus Großbritannien und Michèle Rivasi aus Frankreich (alle von der Fraktion Grüne/EFA) dabei unterstützte, ein Transparent auf der Landebahn des Militärflugplatz Kleine Brogel in Belgien zu entrollen und so auf die permanente Präsenz US-amerikanischer Nuklearsprengköpfe mitten in Europa aufmerksam zu machen.
Bei der Europawahl 2019 erhielt Waitz zunächst kein Mandat. Nach dem Brexit am 31. Jänner 2020 wurde Österreich ein weiterer Sitz zugeteilt, welcher ihm zufiel. Neben dem Landwirtschafts- und Petitionsausschusses als Stellvertreter ist Waitz nun auch Mitglied im Außenpolitik- und Sicherheitspolitikausschuss des Parlaments sowie Delegierter in den Assoziationsausschüssen zu Albanien, Montenegro als auch zu Bosnien und Herzegowina und dem Kosovo als Stellvertreter.
Zum Kovorsitzenden der Europäischen Grünen wurde Waitz erstmalig am 10. November 2019 gemeinsam mit Évelyne Huytebroeck von den belgischen Grünen (Ecolo) mit 98,3 Prozent der Stimmen gewählt. Im Juni 2022 wurde Waitz am 35. Rat der Europäischen Grünen Partei erneut gewählt, dieses Mal gemeinsam mit der französischen Senatorin Mélanie Vogel, die ihr erstes Mandat bestreitet.
Im Jänner 2024 gab Waitz seine Wiederkandidatur für die Europawahl 2024 bekannt. Zwar wolle er keinen Vorzugsstimmen-Wahlkampf führen, stehe aber als Delegationsleiter zur Verfügung, falls die Wähler dies wünschen sollten, sagte Waitz Ende Mai 2024.
Am 11. Juni 2024 wurde Waitz nach Auszählung der österreichischen Vorzugsstimmen der Europawahl 2024 als Delegationsleiter der österreichischen Grünen im europäischen Parlament bekanntgegeben. Sein Vorzugsstimmen-Ergebnis war das beste eines grünen Kandidaten seit 1996 und liegt mit 75.018 Stimmen unter den Top 10 der österreichischen Vorzugsstimmen der bisherigen Europawahlen, noch vor Werner Koglers Resultat aus dem Jahr 2019. Ende 2024 übergab er den Vorsitz der Europäischen Grünen Partei.